# Rečica ob Savinji község
Rečica ob Savinji község (szlovén nyelven Občina Rečica ob Savinji) Szlovénia 212 alapfokú közigazgatási egységének, azaz községének egyike a Savinjska statisztikai régióban. Adminisztratív központja Rečica ob Savinji város. Rečica ob Savinji községet 2006-ban alapították. A község a történelmi szlovén Stájerország (Štajersko) régió része. 

## A községhez tartozó települések
A községhez Rečica ob Savinji székhelyen kívül a következő települések tartoznak:
- Dol–Suha
- Grušovlje
- Homec
- Nizka
- Poljane
- Spodnja Rečica
- Spodnje Pobrežje
- Šentjanž
- Trnovec
- Varpolje
- Zgornje Pobrežje

## Népesség
| Lakosok száma | 2280 | 2300 | 2295 | 2305 | 2333 | 2352 | 2313 | 2289 | 2333 | 2369 |
|               | 2008 | 2009 | 2011 | 2012 | 2013 | 2015 | 2016 | 2017 | 2019 | 2020 |